# Drew Houston
Drew Houston (4 mars 1983 à Acton, dans le Massachusetts, aux États-Unis - ) est un informaticien et un entrepreneur américain.
Il est le cofondateur et le CEO de Dropbox, un service de sauvegarde et de stockage en ligne.
Selon Forbes, sa fortune est d'environ 2,2 milliards de dollars américains. Houston détenait 24,4 % des droits de vote de Dropbox avant que l'entreprise fasse son introduction en bourse en février 2018.

## Biographie
Drew Houston a fréquenté l'école régionale d'Acton-Boxborough (en) dans les années 1990. Il a ensuite obtenu un diplôme en informatique au Massachusetts Institute of Technology (MIT), où il était membre de la fraternité Phi Delta Theta. C'est là qu'il a rencontré Arash Ferdowsi (en), qui sera plus tard le cofondateur et le directeur technique de Dropbox.
Pendant ses études universitaires, il a cofondé une société de préparation au SAT Reasoning Test, un examen standardisé utilisé pour l'admission aux universités des États-Unis.

## Carrière
Avant de travailler sur Dropbox, Houston a travaillé pour d'autres startups, dont Bit9 (en), Accolade et HubSpot.
Drew Houston et Arash Ferdowsi ont cofondé Dropbox en 2007. Drew Houston est actuellement PDG et propriétaire à 25% de Dropbox.
En février 2020, il a rejoint le conseil d'administration de Facebook, en remplacement du PDG de Netflix, Reed Hastings, qui l'avait quitté en mai 2019,.

## Accolades
Drew Houston a été désignée comme l'un des entrepreneurs les plus prometteurs âgés de 30 ans et moins par Business Week, et Dropbox a été présentée comme l'investissement le plus réussi de l'entreprise américaine de financement précoce Y Combinator. Drew Houston a également été désignée parmi les 30 meilleurs entrepreneurs de moins de 30 ans par inc.com, et Dropbox a été désignée comme l'une des 20 meilleures start-ups de la Silicon Valley.

## Citation
En juin 2013, le Massachusetts Institute of Technology (MIT) a invité Drew Houston à prendre la parole lors de ses cérémonies annuelles de remise des diplômes. Dans ses remarques, Houston a donné ce conseil :
On dit que vous êtes la moyenne des cinq personnes avec lesquelles vous avez passé le plus de temps. Pensez-y un instant : qui se trouve dans votre cercle de cinq personnes ? J'ai de bonnes nouvelles : le MIT est l'un des meilleurs endroits au monde pour commencer à construire ce cercle. Si je n'étais pas venu ici, je n'aurais pas rencontré Adam (un ami entrepreneur), je n'aurais pas rencontré mon incroyable cofondateur, Arash Ferdowsi (en), et il n'y aurait pas de Dropbox. Une chose que j'ai apprise, c'est que s'entourer de personnes inspirantes est maintenant tout aussi important que d'avoir du talent ou de travailler dur. Pouvez-vous imaginer si Michael Jordan n'avait pas fait partie de la NBA, si son cercle de cinq personnes avait été une bande de gars en Italie ? Votre cercle vous pousse à être meilleur, tout comme Adam m'a poussé.
Drew Houston, 7 juin 2013

## Vie personnelle
Drew Houston vit à San Francisco, en Californie.
En avril 2013, un groupe de lobbying appelé FWD.us (en) (visant à faire pression pour la réforme de l'immigration et l'amélioration de l'éducation) a été lancé, dont Houston était l'un des fondateurs.
En 2016, il a soutenu Hillary Clinton lors de l'élection présidentielle américaine de 2016.